# Adrie Koster
Adrie Koster, all'anagrafe Adrianus Cornelis Koster (Zierikzee, 18 novembre 1954), è un allenatore di calcio ed ex calciatore olandese.

## Carriera

### Giocatore
Come giocatore ha militato nei club Roda JC (1977-1979) e PSV (1979-1983).
Nella squadra nazionale olandese ha collezionato tre presenze senza segnare gol, venendo convocato pure per gli Europei del 1980 (in cui non è stato impiegato).

### Club
Inizia come vice allenatore prima l'FC Eindhoven. Nel 1986 viene nominato vice allenatore di Piet de Visser al Willem II (dal 01/07/1986 al 30/06/1990). Da allenatore ha guidato il Willem II Tilburg (dal 01/07/1990 al 30/06/1991)
Il 2 aprile 1991 firma il contratto per un anno con opzione per il secondo come allenatore del Roda JC per sostituire il dimissionario Jan Reker, con decorrenza 1 luglio. Con i Tricolores viene eliminato al terzo turno della Coppa d'Olanda dal Sparta Rotterdam per 3-1 e arriva all'undicesimo posto in campionato con 30 punti. Il 30 giugno a contratto scaduto lascia il club.
Successivamente ha allenato l'Helmond Sport (dal 1º luglio 1993 al 30 giugno 1995) e l'FC Oss (dal 1º luglio 1995 al 30 giugno 1997)
Il 21 gennaio 1997 firma il contratto come allenatore dell'Excelsior Rotterdam, squadra della seconda divisione olandese con decorrenza 1 luglio. Nella Coppa d'Olanda viene eliminato nei gironi e conclude il campionato al terzultimo posto. Il secondo anno viene eliminato nella Coppa d'Olanda al primo turno dal PSV Eindhoven per 5 a 0 e conclude il campionato al sesto posto con ammissione ai play-off, ma non riesce ad ottenere la promozione in prima divisione. Il terzo anno viene eliminato nella Coppa d'Olanda ai ottavi di finale dal NEC per 1 a 0 e conclude il campionato al quarto posto con ammissione ai play-off, ma non riesce ad ottenere la promozione in prima divisione. Il quarto anno viene eliminato nella Coppa d'Olanda ai ottavi di finale dall'AZ Alkmaar per 2 a 1 e conclude il campionato al secondo posto con ammissione ai play-off, ma non riesce ad ottenere la promozione in prima divisione. Il quinto anno viene eliminato nella Coppa d'Olanda ai ottavi di finale dal Utrecht per 4 a 1 e conclude il campionato al secondo posto con ammissione ai play-off, ottiene la promozione in prima divisione dopo quattro anni conseguiti di play-off. Il sesto anno viene eliminato nella Coppa d'Olanda ai quarti di finale dall'Utrecht per 3 a 1 e in campionato dopo la sessione invernale la squadra ha preso una caduta in classifica vincendo solo una partita nel girone di ritorno e piazzandosi penultimo posto con ammissione ai play-out, che iniziano male con tre sconfitte consecutive. Il 17 giugno 2003 ancora con una partita da giocare viene annunciato che il tecnico non rinnoverà il contratto in scadenza a fine mese. Alla fine la squadra non riesce ad ottenere la permanenza in prima divisione e retrocedono in seconda divisione.
Il 22 gennaio 2004 firma il contratto come allenatore del VVV-Venlo, squadra della seconda divisione olandese con decorrenza 1 luglio. Viene eliminato al secondo turno della Coppa d'Olanda dallo Jong Feyenoord per 2 a 0 e conclude il campionato al terzo posto con ammissione ai play-off, ma non riesce ad ottenere la promozione in prima divisione. Il 2 giugno 2005 accetta l'offerta di guidare il RKC Waalwijk in sostituzione di Erwin Koeman passato alla guida del Feyenoord, firmando un biennale. Viene eliminato dalla Coppa d'Olanda al terzo turno dei supplementari dal Twente per 2 a 1 e conclude il campionato al dodicesimo posto. Il 27 novembre 2006 dopo appena 14 partite viene esonerato, lasciando la squadra all'ultimo posto in campionato dopo aver totalizzato 1 vittoria, 5 pareggi e 8 sconfitte.
Il 18 aprile 2007 firma il contratto con l'Jong Ajax come allenatore insieme ad Aron Winter con decorrenza 1 luglio. Il 9 ottobre diventa allenatore interim dell'Ajax al posto di Henk ten Cate passato al Chelsea come vice di Avram Grant. L'11 marzo 2008 viene annunciato che al termine della stagione lascia la guida della prima squadra a Marco Van Basten per ritornare alla guida delle giovanili. Con i lancieri ottiene un secondo posto in campionato a 3 punti dalla capolista e viene ammessa al primo turno della Coppa Uefa. Il 1 luglio ritorna alla guida dello Jong Ajax. Il 7 aprile firma un contratto per allenare dalla prossima stagione il Club Brugge, firmando un contratto annuale con opzione per il rinnovo. Dopo 21 giorni dalla nomina come allenatore del club belga vince il campionato delle giovanili, grazie alla vittoria per 2 a 0 contro lo Jong Twente. Il 22 giugno inizia la sua nuova avventura belga. Si piazza terzo posto in campionato con accesso diretto al terzo turno dei preliminari di Europa League. Il 27 gennaio 2010 viene eliminato ai quarti della Coppa del Belgio dal Gent e il 24 febbraio alla vigilia della sfida di ritorno dei sedicesimi di finale di Europa League contro il Valencia il presidente Pol Jonckheere annuncia che il club belga ha deciso di esercitare l'opzione per prolungare di un altro anno il contratto. Il giorno seguente viene eliminato dalla competizione e in campionato si piazza al secondo posto con la partecipazione ai play-off scudetto che con il nuovo regolamento sono stati introdotti. Conclude i play-off al terzo posto con accesso diretto ai play-off di Europa League. Il terzo anno alla guida del club belga si conclude con l'eliminazione ai ottavi di finale della Coppa del Belgio per 2 a 1 contro il Beerschot, con l'eliminazione ai gironi dell'Europa League e con il quarto posto in campionato con accesso diretto al terzo turno dei preliminari di Europa League. Il 31 ottobre 2011 dopo la sconfitta casalinga per 5 a 4 contro il Genk, dopo che i padroni di casa stavano in vantaggio 4 a 2, viene esonerato causato anche dall'eliminazione di quattro giorni prima nella Coppa del Belgio ai ottavi di finale contro il Gent e la settimana scorsa l'eliminazione ai gironi dell'Europa League, lascia la squadra al quarto posto in campionato a 4 punti dalla vetta.
Dal 1º gennaio 2012 al 30 giugno allena la Nazionale Under-20 di calcio dei Paesi Bassi.
Il 14 aprile viene nominato tecnico del Beerschot firmando un contratto per due anni. Il 29 novembre nonostante la settimana scorsa il presidente Patrick Vanoppen ha espresso la propria fiducia nei confronti del tecnico olandese viene sollevato dall'incarico affidando momentaneamente la guida al suo vice Wim De Corte, lascia la squadra belga al dodicesimo posto in campionato dopo appena 17 partite, totalizzando 17 punti e solo 4 punti nelle ultime nove partite. Il 24 giugno viene nominato allenatore del Club Africain squadra che milita nella prima divisione tunisina, firmando un biennale. Il 15 gennaio 2014 nonostante la squadra si trova in vetta alla classifica la dirigenza lo sollevato dall'incarico, lamentandosi per il poco gioco di qualità e senza obbiettivi. Il 6 luglio viene nominato allenatore dell'Olanda Under-21 in sostituzione di Albert Stuivenberg passato al Manchester United come assistente del tecnico Louis Van Gaal. Il 23 ottobre si dimette dalla guida dopo la sconfitta nei playoff per 2 a 0 contro il Portogallo per il prossimo campionato europeo, causandone l'eliminazione.
Il 25 novembre segue Huub Stevens allo Stoccarda nel ruolo di assistente. Il 25 maggio 2015 dopo le dimissioni di Stevens lascia anche lui il club tedesco. Il 25 agosto viene nominato assistente di Bert van Marwijk per l'Arabia Saudita.
Nel 2018 torna dopo 27 anni al Willem II riuscendo a portarlo, con il quinto posto in Eredivisie nel 2019/20, di nuovo alla qualificazione in Europa League dalla quale viene però eliminato già al terzo turno preliminare. Il 26 gennaio 2021 viene esonerato con la squadra al penultimo posto con 10 punti raccolti in 18 partite di Eredivisie e con la sequenza di 10 partite senza una vittoria, un trend negativo rispetto al cammino della stagione precedente quando dopo 18 gare il Willem II si trovava al quarto posto in classifica con 33 punti.

### Statistiche da allenatore
Statistiche aggiornate al 4 febbraio 2025. In grassetto le competizioni vinte.
| Stagione             | Squadra              | Campionato           | Campionato | Campionato | Campionato | Campionato | Coppe nazionali | Coppe nazionali | Coppe nazionali | Coppe nazionali | Coppe nazionali | Coppe continentali | Coppe continentali | Coppe continentali | Coppe continentali | Coppe continentali | Altre coppe | Altre coppe | Altre coppe | Altre coppe | Altre coppe | Totale | Totale | Totale | Totale | % Vittorie | Piazzamento |
| Stagione             | Squadra              | Comp                 | G          | V          | N          | P          | Comp            | G               | V               | N               | P               | Comp               | G                  | V                  | N                  | P                  | Comp        | G           | V           | N           | P           | G      | V      | N      | P      | %          | Piazzamento |
| -------------------- | -------------------- | -------------------- | ---------- | ---------- | ---------- | ---------- | --------------- | --------------- | --------------- | --------------- | --------------- | ------------------ | ------------------ | ------------------ | ------------------ | ------------------ | ----------- | ----------- | ----------- | ----------- | ----------- | ------ | ------ | ------ | ------ | ---------- | ----------- |
| 1990-1991            | Willem II            | ED                   | 34         | 13         | 4          | 17         | CO              | 4               | 3               | 0               | 1               | -                  | -                  | -                  | -                  | -                  | -           | -           | -           | -           | -           | 38     | 16     | 4      | 18     | 42,11      | 11°         |
| 1991-1992            | Roda JC              | ED                   | 34         | 12         | 11         | 11         | CO              | 5               | 4               | 0               | 1               | -                  | -                  | -                  | -                  | -                  | -           | -           | -           | -           | -           | 39     | 16     | 11     | 12     | 41,03      | 9°          |
| 1992-feb.1993        | Roda JC              | ED                   | 21         | 6          | 3          | 12         | CO              | 1               | 0               | 0               | 1               | -                  | -                  | -                  | -                  | -                  | -           | -           | -           | -           | -           | 39     | 16     | 11     | 12     | 41,03      | Eson.       |
| Totale Roda JC       | Totale Roda JC       | Totale Roda JC       | 55         | 18         | 14         | 23         |                 | 6               | 4               | 0               | 2               |                    | -                  | -                  | -                  | -                  |             | -           | -           | -           | -           | 61     | 22     | 14     | 25     | 36,07      |             |
| 1993-1994            | Helmond Sport        | EE                   | 34         | 9          | 12         | 13         | CO              | 4               | 3               | 0               | 1               | -                  | -                  | -                  | -                  | -                  | -           | -           | -           | -           | -           | 38     | 12     | 12     | 14     | 31,58      | 13°         |
| 1994-1995            | Helmond Sport        | EE                   | 34         | 11         | 7          | 16         | CO              | 4               | 1               | 1               | 2               | -                  | -                  | -                  | -                  | -                  | -           | -           | -           | -           | -           | 38     | 12     | 8      | 18     | 31,58      | 13°         |
| Totale Helmond Sport | Totale Helmond Sport | Totale Helmond Sport | 68         | 20         | 19         | 29         |                 | 8               | 4               | 1               | 3               |                    | -                  | -                  | -                  | -                  |             | -           | -           | -           | -           | 76     | 24     | 20     | 32     | 31,58      |             |
| 1995-1996            | TOP Oss              | EE                   | 34         | 8          | 15         | 11         | CO              | 4               | 1               | 1               | 2               | -                  | -                  | -                  | -                  | -                  | -           | -           | -           | -           | -           | 38     | 9      | 16     | 13     | 23,68      | 12°         |
| 1996-1997            | TOP Oss              | EE                   | 34         | 13         | 8          | 13         | CO              | 4               | 2               | 0               | 2               | -                  | -                  | -                  | -                  | -                  | -           | -           | -           | -           | -           | 38     | 15     | 8      | 15     | 39,47      | 11°         |
| Totale TOP Oss       | Totale TOP Oss       | Totale TOP Oss       | 68         | 21         | 23         | 24         |                 | 8               | 3               | 1               | 4               |                    | -                  | -                  | -                  | -                  |             | -           | -           | -           | -           | 76     | 24     | 24     | 28     | 31,58      |             |
| 1997-1998            | Excelsior            | EE                   | 34         | 8          | 6          | 20         | CO              | 3               | 1               | 0               | 2               | -                  | -                  | -                  | -                  | -                  | -           | -           | -           | -           | -           | 37     | 9      | 6      | 22     | 24,32      | 16°         |
| 1998-1999            | Excelsior            | EE                   | 34+6       | 16+2       | 6+1        | 12+3       | CO              | 4               | 0               | 2               | 2               | -                  | -                  | -                  | -                  | -                  | -           | -           | -           | -           | -           | 44     | 18     | 9      | 17     | 40,91      | 6°          |
| 1999-2000            | Excelsior            | EE                   | 34+6       | 18+2       | 5+1        | 11+3       | CO              | 6               | 5               | 0               | 1               | -                  | -                  | -                  | -                  | -                  | -           | -           | -           | -           | -           | 46     | 25     | 6      | 15     | 54,35      | 4°          |
| 2000-2001            | Excelsior            | EE                   | 34+6       | 20+2       | 6+1        | 8+3        | CO              | 6               | 5               | 0               | 1               | -                  | -                  | -                  | -                  | -                  | -           | -           | -           | -           | -           | 46     | 27     | 7      | 12     | 58,70      | 2°          |
| 2001-2002            | Excelsior            | EE                   | 34+6       | 21+3       | 7+1        | 6+2        | CO              | 6               | 4               | 0               | 2               | -                  | -                  | -                  | -                  | -                  | -           | -           | -           | -           | -           | 46     | 28     | 8      | 10     | 60,87      | 2° (prom.)  |
| 2002-2003            | Excelsior            | ED                   | 34+6       | 5+3        | 8+0        | 21+3       | CO              | 7               | 5               | 1               | 1               | -                  | -                  | -                  | -                  | -                  | -           | -           | -           | -           | -           | 47     | 13     | 9      | 25     | 27,66      | 17° (retr.) |
| Totale Excelsior     | Totale Excelsior     | Totale Excelsior     | 234        | 100        | 42         | 92         |                 | 32              | 20              | 3               | 9               |                    | -                  | -                  | -                  | -                  |             | -           | -           | -           | -           | 266    | 120    | 45     | 101    | 45,11      |             |
| 2004-2005            | VVV-Venlo            | EE                   | 36+6       | 18+1       | 8+1        | 10+4       | CO              | 2               | 1               | 0               | 1               | -                  | -                  | -                  | -                  | -                  | -           | -           | -           | -           | -           | 44     | 20     | 9      | 15     | 45,45      | 3°          |
| 2005-2006            | RKC Waalwijk         | ED                   | 34+2       | 11+0       | 6+1        | 17+1       | CO              | 3               | 2               | 0               | 1               | -                  | -                  | -                  | -                  | -                  | -           | -           | -           | -           | -           | 39     | 13     | 7      | 19     | 33,33      | 12°         |
| ago.-nov.2006        | RKC Waalwijk         | ED                   | 14         | 1          | 5          | 8          | CO              | 1               | 1               | 0               | 0               | -                  | -                  | -                  | -                  | -                  | -           | -           | -           | -           | -           | 15     | 2      | 5      | 8      | 13,33      | Eson.       |
| Totale RKC Waalwijk  | Totale RKC Waalwijk  | Totale RKC Waalwijk  | 50         | 12         | 12         | 26         |                 | 4               | 3               | 0               | 1               |                    | -                  | -                  | -                  | -                  |             | -           | -           | -           | -           | 54     | 15     | 12     | 27     | 27,78      |             |
| ott. 2007-2008       | Ajax                 | ED                   | 27+4       | 15+2       | 7+1        | 5+1        | CO              | 2               | 1               | 0               | 1               | -                  | -                  | -                  | -                  | -                  | -           | -           | -           | -           | -           | 33     | 18     | 8      | 7      | 54,55      | Sub. 2°     |
| 2009-2010            | Club Bruges          | PL                   | 28+10      | 17+3       | 6+3        | 5+4        | CB              | 4               | 2               | 0               | 2               | UEL                | 12                 | 6                  | 3                  | 3                  | -           | -           | -           | -           | -           | 54     | 28     | 12     | 14     | 51,85      | 3°          |
| 2010-2011            | Club Bruges          | PL                   | 30+10      | 16+4       | 5+4        | 9+2        | CB              | 2               | 1               | 0               | 1               | UEL                | 8                  | 2                  | 3                  | 3                  | -           | -           | -           | -           | -           | 50     | 23     | 12     | 15     | 46,00      | 4°          |
| lug.-ott. 2011       | Club Bruges          | PL                   | 12         | 6          | 4          | 2          | CB              | 2               | 1               | 1               | 0               | UEL                | 7                  | 4                  | 1                  | 2                  | -           | -           | -           | -           | -           | 21     | 11     | 6      | 4      | 52,38      | Eson.       |
| Totale Club Bruges   | Totale Club Bruges   | Totale Club Bruges   | 90         | 46         | 22         | 22         |                 | 8               | 4               | 1               | 3               |                    | 27                 | 12                 | 7                  | 8                  |             | -           | -           | -           | -           | 125    | 62     | 30     | 33     | 49,60      |             |
| lug.-nov. 2012       | Beerschot            | PL                   | 17         | 5          | 2          | 10         | CB              | 1               | 0               | 0               | 1               | -                  | -                  | -                  | -                  | -                  | -           | -           | -           | -           | -           | 18     | 5      | 2      | 11     | 27,78      | Eson.       |
| 2013-gen. 2014       | Club Africain        | CLP-1                | 13         | 9          | 2          | 2          | CT              | -               | -               | -               | -               | -                  | -                  | -                  | -                  | -                  | -           | -           | -           | -           | -           | 13     | 9      | 2      | 2      | 69,23      | Eson.       |
| 2018-2019            | Willem II            | ED                   | 34         | 13         | 5          | 16         | CO              | 6               | 4               | 1               | 1               | -                  | -                  | -                  | -                  | -                  | -           | -           | -           | -           | -           | 40     | 17     | 6      | 17     | 42,50      | 10°         |
| 2019-2020            | Willem II            | ED                   | 26         | 13         | 5          | 8          | CO              | 3               | 2               | 1               | 0               | -                  | -                  | -                  | -                  | -                  | -           | -           | -           | -           | -           | 29     | 15     | 6      | 8      | 51,72      | 5°          |
| 2020-gen. 2021       | Willem II            | ED                   | 18         | 2          | 4          | 12         | CO              | 1               | 0               | 0               | 1               | UEL                | 2                  | 1                  | 0                  | 1                  | -           | -           | -           | -           | -           | 21     | 3      | 4      | 14     | 14,29      | Eson.       |
| Totale Willem II     | Totale Willem II     | Totale Willem II     | 112        | 41         | 18         | 53         |                 | 14              | 9               | 2               | 3               |                    | 2                  | 1                  | 0                  | 1                  |             | -           | -           | -           | -           | 128    | 51     | 20     | 57     | 39,84      |             |
| Totale carriera      | Totale carriera      | Totale carriera      | 780        | 308        | 171        | 301        |                 | 85              | 49              | 8               | 28              |                    | 29                 | 13                 | 7                  | 9                  |             | -           | -           | -           | -           | 894    | 370    | 186    | 338    | 41,39      |             |